# Piotr Pasterczyk
Piotr Pasterczyk (ur. 1968 w Rzeszowie) – polski ksiądz, adiunkt Katedry Historii Filozofii Katolickiego Uniwersytetu Lubelskiego Jana Pawła II, posiadający stopień naukowy doktora habilitowanego. W kręgu jego zainteresowań znajduje się filozofia antyczna, fenomenologia oraz hermeneutyka.

## Wykształcenie
W latach 1987–93 studiował na Wydziale Teologii KUL. W 1991 roku otrzymał stypendium językowe GFPS we Fryburgu Bryzgowijskim, zaś w 1992 roku stypendium naukowe GFPS w Moguncji. Święcenia kapłańskie przyjął w 1993 roku.
Tytuł magistra z teologii dogmatycznej uzyskał pisząc pracę Jedność doświadczenia filozoficznego u Edyty Stein pod kierownictwem ks. prof. Czesława Bartnika. W 1995 roku rozpoczął studia filozoficzne w International Academy of Philosophy w Liechtenstein, które ukończył osiągając tytuł magistra na podstawie pracy pod kierownictwem prof. Josefa Seiferta: Der Personenbegriff bei Hans-Eduard Hengstenberg. W latach 1997–2003 studiował filozofię oraz teologię na Uniwersytet Albrechta i Ludwika we Fryburgu Bryzgowijskim.
W 2001 roku napisał rozprawę doktorską na temat ekumenicznej dogmatyki pod kierownictwem prof. Gisberta Greshake: Theologie des kirchlichen Amtes. Stopień doktora filozofii uzyskał w 2004 dzięki rozprawie Der Traum des Sokrates und das Problem der Dialektik im Theaitetos, pod kierownictwem prof. Günthera Figala.